# Pseudacanthicus fordii
Pseudacanthicus fordii är en fiskart som först beskrevs av Günther, 1868.  Pseudacanthicus fordii ingår i släktet Pseudacanthicus och familjen Loricariidae. Inga underarter finns listade i Catalogue of Life.